# Punkt zwrotny (analiza techniczna)
Punkt zwrotny, pivot point – wartość (cena, kurs) używana w analizie technicznej do wyznaczania punktów wsparcia i oporu na rynkach akcji, instrumentów pochodnych i na rynku walut.

## Stosowanie punktu zwrotnego

### Liczenie punktu zwrotnego
Punkt zwrotny jest liczony na podstawie ceny minimalnej, maksymalnej oraz ceny zamknięcia z ustalonego okresu:
{\displaystyle punkt\ zwrotny={\frac {cena\ maksymalna+cena\ minimalna+cena\ zamkniecia}{3}}}

### Wyznaczanie punktów wsparcia i oporu
Mając punkt zwrotny dla danego dnia, można przystąpić do liczenia poziomów wsparcia i oporu.
R1 (pierwszy poziom oporu)
{\displaystyle R1=punkt\ zwrotny+(punkt\ zwrotny-cena\ minimalna)=(2*punkt\ zwrotny)-cena\ minimalna}
S1 (pierwszy poziom wsparcia)
{\displaystyle S1=punkt\ zwrotny-(cena\ maksymalna-punkt\ zwrotny)=(2*punkt\ zwrotny)-cena\ maksymalna}
R2 (drugi poziom oporu)
{\displaystyle R2=punkt\ zwrotny+(R1-S1)=punkt\ zwrotny+(cena\ maksymalna-cena\ minimalna)}
S2 (drugi poziom wsparcia)
{\displaystyle S2=punkt\ zwrotny-(R1-S1)=punkt\ zwrotny-(cena\ maksymalna-cena\ minimalna)}